# 上巴魯 (戈亞斯州)
14°58′06″S 48°55′12″W / 14.96833°S 48.92000°W

上巴魯（葡萄牙語：Barro Alto），是巴西的城鎮，位於該國中部，由戈亞斯州負責管轄，始建於1940年11月14日，面積1,093平方公里，海拔高度605米，2010年人口8,716，人口密度每平方公里7.97人。